# Bán Gábor

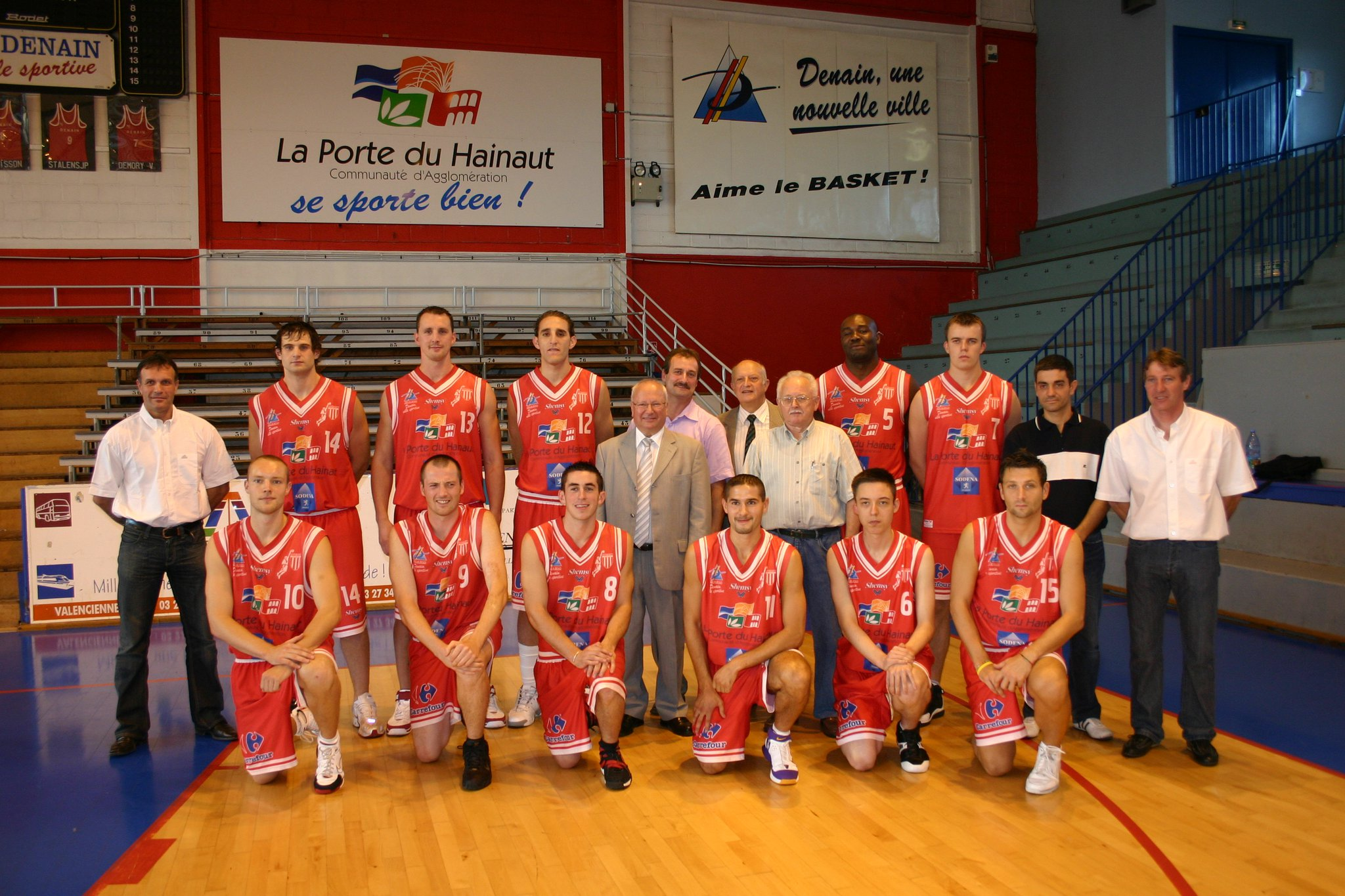
Denain Voltaire Basket 2004/2005

Bán Gábor (Pécs, 1971. augusztus 18. –) magyar kosárlabdázó, sportvezető, sportmanager
Csapatai: PVSK, PEAC-PPTSE, MATÁV-Pécs SE, PVSK-Pécsvárad, PTE-PEAC, Denain Voltaire Basket (FRA), Kozármisleny SE, Pécsbánya SE.
Junior bronzérmes '88.

## Életpályája
Bán Gábor pécsi gyerekként sok sportágat kipróbált, de a kosárlabda tetszett meg neki, így Szundi Zoltán kérésére csatlakozott a legkisebb kosárlabdázókhoz. Az 1984/85-ös szezonban lett a PVSK igazolt játékosa. A PVSK-nál még a régi Verseny utcai csarnokban voltak az edzései, olyan egykor játékosként is szereplő edzők kezei között formálódott játékossá, mint Rab Gyula, Priger Tibor, Bernáth Zoltán, vagy éppen Németh Károly. 1988-tól már az NB I. A-csoportos felnőtt csapat tagja. Az akkori PVSK felnőtt csapatában nem kisebb nevek mellett, mint Rab Gyula, Varasdi János, Tóth Géza, Ottó Csaba, Kövecses József, Ilcsik Attila, Richter Lajos, Szamosi Péter, Fűzy Ákos, Czigler László, Hoffmann Zoltán, Káldi Zsolt, Béki Gábor, Vitári Csaba, Gyenge Gábor játszott együtt. A következő szezonban Varga Ferenc mesteredző javaslatára fiatalitás következett be a felnőt csapatban, ahol többek között olyan játékosokkal játszott együtt és kötött barátságot, mint a PVSK férfi csapatának vezetőedzője Csirke Ferenc, vagy a DVTK női kosárlabda csapatának és a felnőtt női válogatott vezetőedzője Völgyi Péter. Az 1990/91-es szezonban a Kaposvári Honvéd Táncsics csapatában játszott az NBI/B csoportban, majd a következő 91/92 szezonban újra a PVSK felnőtt csapatában kosárlabdázott. A PVSK férfi csapat, 1993-ban történt kiesését követően a PEAC-PPTSE csapatához igazolt, ahol már nem hivatásos sportolóként folytatta játékosi pályafutását. A két csapat néhány éves fuzióját (PTE-PEAC és Pécsi Postás SE) követően, újra külön utakra léptek és a sportszervezetek. A megalakult MATÁV-Pécs SE az 1994/95-os szezonban feljutott az NBI/A csoportba, Bán Gábor ebben a csapatban folytatta játékos karrierjét, majd a PVSK-Pécsvárad csapatához igazolt. (A PVSK férfi kosárlabda csapata 1993-ben kiesett az NBI/A csoportból, majd két szezont a "B" csoportban játszva innen is kiesve az NBII-be szerepelt tovább, PVSK-Pécsvárad néven.)
1995-től a PVSK szakosztálya Pécsváradra költözött, ahol az NB II-ben lassú építkezésbe kezdtek, melynek eredményeképp 2000-ben a csapat visszajutott az NBI/B csoportba. Bán Gábor oroszlán részt vállalt a PVSK-Pécsvárad csapatánál, először mint játékos segítette az alakulatot, majd edzőként is tevékenykedett, de volt olyan szezon, ahol játékos-edzőként segítette a csapat munkáját. Négy szezont játszott a PVSK-Pécsváradi csapatban, majd visszaigazolt a PTE-PEAC csapatához. A játékos pályafutásában egy külföldi kitérő következett, ahol először a francia LNB Pro B libában a Denain Voltaire Basket csapatában játszott, majd az olasz Serie B bajnokságban kosárlabdázott. 2006-ban visszatért Pécsre, ahol az NBII-es PTE-PEAC csapatába folytatta és a csapat meghatározó játékosaként több alkalommal az NBI/B csoportba való feljutásért küzdött. 2010-ben az akkor NBI/B csoportban játszó Kozármisleny SE kosárlabda csapatába igazolt, érdekesség hogy itt a későbbiekben Csirke Ferenc volt az edzője. 2011-ben a PVSK-Pannonpower NBI/A csoportos férfi kosárlabda csapatának a PVSK-Marketing Kft.-nek az ügyvezetője lett. A sportvezetői karrierje első szezonját követően a 2011/12 bajnokságban Bán Gábor hívó szavára érkezett Csirke Ferenc a csapathoz, először másodedzőként, majd a későbbiekben mint vezetőedző tevékenykedett és alkotott maradandó sikereket a PVSK férfi kosárlabda csapata történetében. A felnőtt csapat folyamatos szereplője volt a bajnokság rájátszásának. (2012/13 8. hely, 2013/14 7. hely, 2014/15 7. hely, 2015/16 8. hely, 2016/17 6. hely, 2017/18 6. hely,) A 2018/19 szezonban pedig bronzérmes lett a Pécsi VSK-Veolia férfi kosárlabda csapatával. Az anyaegyesület a Pécsi Vasútas Sportkör (1919-2019) centenáriumi évében és a férfikosárlabda szakosztály (1944) 75 éves történetében  először elindult a nemzetközi porondon a FIBA Cup sorozatban.